# Gustaw Augsburg
Gustaw Augsburg pseud. Śmiały, Czarny (ur. 29 lipca 1888 we Włocławku, zm. 5 lutego 1959 w Katowicach) – działacz ruchu robotniczego, 1926–1929 sekretarz generalny Związku Zawodowego Automobilistów RP.
Skończył 3 klasy włocławskiej szkoły powszechnej i 4 klasy warszawskiej szkoły rzemieślniczej. Był ślusarzem maszynowym w fabryce celulozy, robotnikiem w zakładach metalurgicznych w Niemczech i robotnikiem na stacji kolejowej.Od 1905 działał w PPS, a od 1910 w PPS-Lewicy, której był sekretarzem Okręgowego Komitetu Robotniczego (OKR) we Włocławku. W kwietniu 1915 był współzałożycielem Robotniczego Stowarzyszenia Spożywczego „Praca”, a potem jego kierownikiem. W 1916 współorganizował Związek Zawodowy Robotników Przemysłu Metalowego i zainicjował strajk w fabryce celulozy. W grudniu 1915 brał udział w Konferencji Krajowej PPS-Lewicy w Łodzi, na którym reprezentował włocławską organizację tej partii. Od czerwca 1917 działał w Komisji Oświatowej utworzonej wówczas Rady Organizacji Robotniczych we Włocławku i był członkiem powołanego przez tę radę Sekretariatu Robotniczego. 16 grudnia 1918 wziął udział w Zjeździe Zjednoczeniowym PPS-Lewicy i SDKPiL, czyli I Zjeździe Komunistycznej Partii Robotniczej Polski (KPRP); od 1925: Komunistycznej Partii Polski (KPP). W lutym 1919 został funkcjonariuszem KPRP w okręgu płockim, gdzie w październiku 1919 zorganizował strajk szkolny. X 1919-IV 1920 był kierownikiem oddziału Związku Zawodowego Robotników i Robotnic Przemysłu Budowlanego w Lublinie, później sekretarzem okręgowym Związku Zawodowego Robotników Przemysłu Metalowego w Zagłębiu Dąbrowskim. Pod koniec 1920 aresztowany i skazany na 4 lata więzienia. Po wyjściu na wolność działał początkowo w Dąbrowie Górniczej, następnie w Warszawie. Od końca 1925 działał w Związku Zawodowym Automobilistów RP, a 1926–1929 był jego sekretarzem generalnym. W 1929 przeszedł z KPP do PPS i zaczął działać w Katowicach, gdzie do wybuchu wojny był kierownikiem spółdzielni automobilistów, a jednocześnie działał w Spółdzielni Spożywców „Społem”. Od I 1930 członek zarządu Komisji Okręgowej Związków Zawodowych na Górnym Śląsku, w lutym wybrany do Komisji Rewizyjnej katowickiego OKR PPS. Podczas okupacji w Mińsku Mazowieckim, następnie w Stoczku Łukowskim; był tam zastępcą kierownika Spółdzielni Rolniczo-Handlowej. Po wojnie działał w PPS, a następnie w PZPR w Katowicach. 1949–1950 sekretarz okręgowy Związku Zawodowego Transportowców. Do 1950 pracownik Spółdzielni Pracy Automobilistów, potem przeszedł na rentę dla zasłużonych.
Był odznaczony Krzyżem Komandorskim Orderu Odrodzenia Polski.